# Beech Aircraft Corporation
Die Beech Aircraft Corporation, oft auch Beechcraft oder einfach Beech genannt, ist ein US-amerikanischer Flugzeughersteller kleinerer Baumuster sowohl für die Zivil- als auch für die Militärluftfahrt.

## Geschichte
Die Beech Aircraft Corporation wurde 1932 von Walter Beech und seiner Ehefrau Olive Ann Beech in Wichita (Kansas) gegründet. Ursprünglich sollten lediglich zivile Transportflugzeuge entwickelt und gebaut werden, doch bald wurden auch Schulflugzeuge in das Angebot aufgenommen. Auch das Militär entdeckte die Fähigkeiten einiger Beech-Modelle, so wird die Beech T-34 Mentor seit vielen Jahren bis heute zur Pilotenausbildung in vielen Staaten eingesetzt.
Das erste Modell war die Beech Staggerwing Model 17R, von der auch etliche Einheiten in der US Army verwendet wurden. 1948 wurde das Modell Bonanza entwickelt, das noch heute produziert wird.
Nach dem Zweiten Weltkrieg stellte das Unternehmen auch ein von Buckminster Fuller entworfenes Aluminium-Haus in Kugelform mit einer Außenhülle aus Plexiglas her. Das Haus verfügte über ein keilförmiges Wohnzimmer von 34 m², drei weitere keilförmige Räume, zwei Bäder, einen Vorratsraum mit Kühlschrank, einen Abwaschraum, drei Toiletten sowie einen Korridor; es hatte ein Gewicht von drei Tonnen.
Am 8. Februar 1980 wurde das Unternehmen von Raytheon aufgekauft. 1994 bildete Beech Aircraft mit Hawker, das Raytheon ein Jahr zuvor von British Aerospace erworben hatte, die Raytheon Aircraft. Seit der Trennung vom Mutterkonzern 2007 nannte sich diese Gesellschaft Hawker Beechcraft, die 2012 in Insolvenz ging. In der Folge wurde Beechcraft von Textron übernommen.

## Beech-Modelle

### Zivil

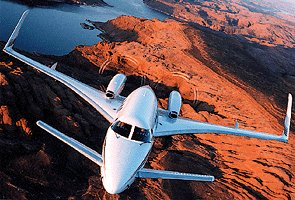
Beechcraft Starship

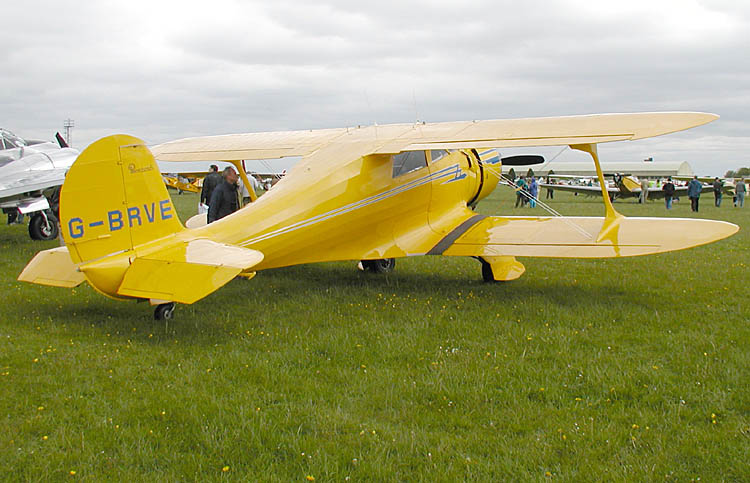
Beech D.17S Staggerwing (1943)

- Model 17 Staggerwing
- Model 18 Twin Beech
- Model 23 Musketeer/Sundowner
- Model 24 Sierra
- Model 33 Debonair
- Model 34 Twin-Quad
- Model 35 Bonanza
- Model 36 Bonanza
- Model 50 Twin Bonanza
- Model 55 & 58 Baron
- Model 60 Duke
- Model 65 Queen Air
- Model 76 Duchess
- Model 77 Skipper
- Model 90 King Air
- Model 95 Travel Air
- Model 99
- Model 100 King Air
- Model 200 & 300 Super King Air
- Model 400 Beechjet
- Model 1900
- Model 2000 Starship

### Militärisch
- XA-38 Grizzly
- AT-7 Navigator
- C-6 Ute
- C-12 Huron
- C-43 Traveler
- C-45 Expeditor
- CT-128 Expeditor
- CT-134 Musketeer
- CT-145 Super Kingair
- RC-12 Guard Rail
- T-1 Jayhawk
- T-34 Mentor
- T-42 Cochise
- U-8 Seminole
- U-21 Ute

## Automobilproduktion
1946 stellte das Unternehmen zwei Prototypen eines Personenkraftwagens her. Der Beechcraft Plainsman war eine viertürige sechssitzige Limousine mit einer Karosserie aus Aluminium. Ein luftgekühlter Vierzylindermotor von Franklin trieb einen Generator an, der die vier Radnabenmotoren mit Strom versorgte. Jeder der Elektromotoren leistete rund 25 PS.